# حارة أبو لحوم (صنعاء)
أبو لحوم هي إحدى حارات حي سدس احداق بمدينة الروضة شمال العاصمة اليمنية "صنعاء"، بلغ تعداد سكانها 1155 نسمة حسب تعداد اليمن لعام 2004.